# Himmelsau, licht und blau

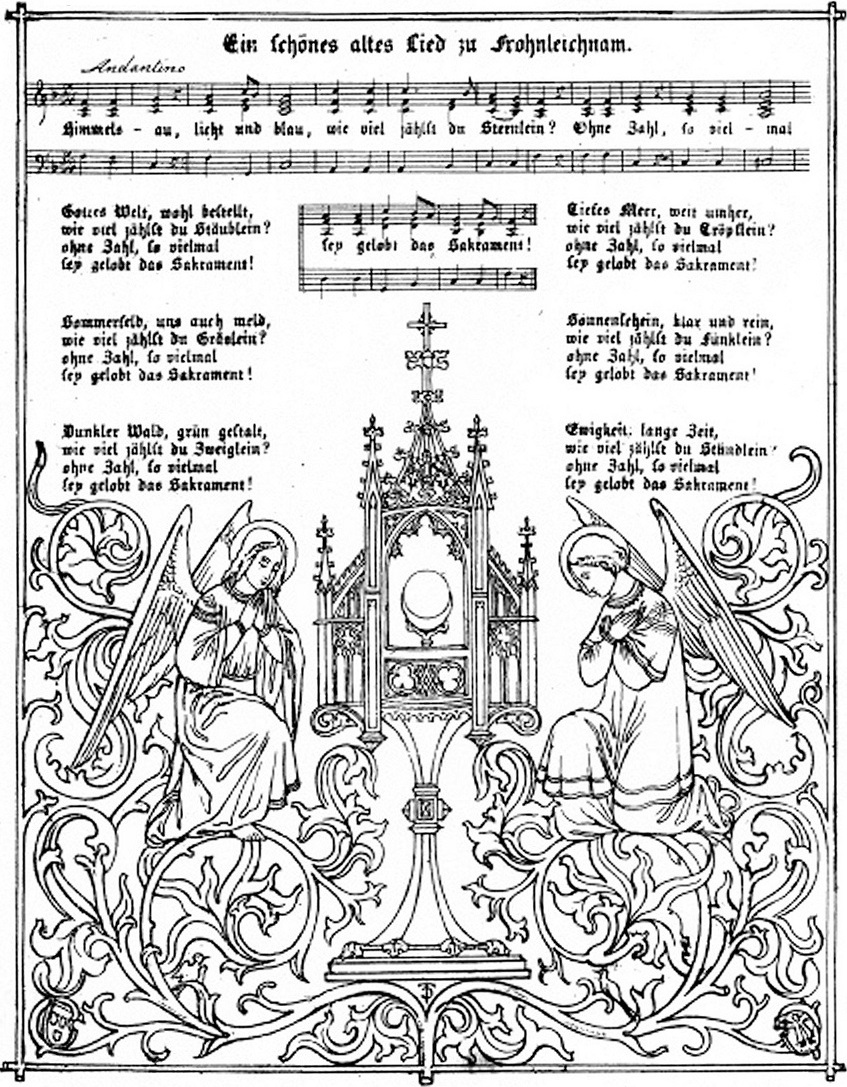
Himmelsau, licht und blau als Fronleichnamslied bei Franz von Pocci und Guido Görres 1835

Himmelsau, licht und blau ist ein geistliches Volks- und Kinderlied. Als katholisches Lied zur Sakramentsverehrung ist es erstmals 1767 belegt, doch lässt der Charakter des Textes eine Entstehung bereits im 17. Jahrhundert vermuten. Von den heutigen Kirchengesangbüchern enthält es nur das Evangelische Gesangbuch (Nr. 507, als ökumenisches Lied gekennzeichnet), hier ohne Sakramentsbezug im Themenbereich „Natur und Jahreszeiten“.

## Erstbeleg und Rezeption
Das Gesang- und Gebetbuch Heil- und Hülfs-Mittel zum thätigen Christenthum erschien 1767 in Brüx in Böhmen und war für die Schülerinnen des von der Königin-Kurfürstin Maria Josepha gegründeten Josephinenstifts in Dresden bestimmt. Laut Titelblatt enthielt es „neu- und alte“ Gesänge, und das Sakramentslied dürfte zu den älteren gehören, entstanden aus dem Geist gegenreformatorischer Volksmission. Die Verbindung von Schöpfungsbetrachtung und Sakramentsverehrung entspricht der Situation der Fronleichnamsprozession.
Schon im Erstbeleg hat das Lied sieben Strophen, und der Text stimmt weitgehend mit dem heute gebräuchlichen überein. Lediglich die Anfangszeile lautet „Himmel-blau dich beschau“, und die vorletzte Strophe handelt von der „Höllen-glut“ und ihrer „Schmertzen-wut“. Die Schlusszeile jeder Strophe heißt „…so vielmal ehret dieses Sacrament“. In den Deutschen katholischen Gesängen aus älterer Zeit (Frankfurt am Main 1833) ist dann aus dem „Himmel-blau“ die „Himmelsau“ geworden und aus der „Höllenglut“ der „Sonnenschein“; die Schlussaufforderung lautet „…so vielmahl sey gelobt das Sakrament!“
Der Bezug auf die Anbetung der eucharistischen Brotgestalt schloss eine protestantische Rezeption des Liedes aus. Die Änderung in „…so vielmal sei gepriesen unser Gott“ erscheint jedoch erstmals in dem katholischen Andachtsbuch für Jungfrauenvereine Fünfzig leichte zweistimmige Lieder, religiösen, geselligen und erheiternden Inhalts, das 1853 im lutherischen Nürnberg gedruckt wurde. 1860 findet sich das Lied so in Harfenklänge. Eine Sammlung geistlicher Lieder für gemischten Chor (Basel/Biel).
In volkstümlichen Liedersammlungen der folgenden Jahrzehnte taucht das Lied sowohl mit als auch ohne Sakramentsbezug auf – mit ihm etwa noch 1926 in Was singet und klinget. Lieder der Jugend (Wülfingerode-Sollstedt). In offizielle Kirchengesangbücher gelangte es jedoch kaum. Ausnahmen sind u. a. die Diözesangesangbücher für Trier (1847) und Augsburg (1859).
Otto Riethmüller nahm das Lied 1932 in der sakramentlosen Fassung in sein „Liederbuch für die deutsche evangelische Jugend“ Ein neues Lied auf. Doch findet es sich nicht im Evangelischen Kirchengesangbuch (1950), das sonst stark an Riethmüller anknüpft. Erst das Evangelische Gesangbuch von 1993 mit seiner größeren Wertschätzung geistlichen Volksguts gab ihm einen Platz. In den Gotteslob-Ausgaben von 1975 und 2013 fehlt es.

## Text
Das Lied betrachtet in naivem Ton die Unzählbarkeit der „Sternlein, Stäublein, Gräslein, Zweiglein, Tröpflein, Fünklein, Stündlein“ und fordert dazu auf, diese Unermesslichkeit der Schöpfung zum Maß für das Lob des unendlichen Schöpfers (bzw. des im Sakrament gegenwärtigen Jesus Christus) zu nehmen.
1. Himmels Au, licht und blau, wieviel zählst du Sternlein?

Ohne Zahl, sovielmal soll mein Gott gelobet sein.

2. Gottes Welt, wohl bestellt, wieviel zählst du Stäublein?

Ohne Zahl, sovielmal soll mein Gott gelobet sein.

3. Sommerfeld, uns auch meld, wieviel zählst du Gräslein?

Ohne Zahl, sovielmal soll mein Gott gelobet sein.

4. Dunkler Wald, grün gestalt’, wieviel zählst du Zweiglein?

Ohne Zahl, sovielmal soll mein Gott gelobet sein.

5. Tiefes Meer, weit umher, wieviel zählst du Tröpflein?

Ohne Zahl, sovielmal soll mein Gott gelobet sein.

6. Sonnenschein, klar und rein, wieviel zählst du Fünklein?

Ohne Zahl, sovielmal soll mein Gott gelobet sein.

7. Ewigkeit, lange Zeit, wieviel zählst du Stündlein?

Ohne Zahl, sovielmal soll mein Gott gelobet sein.

## Melodien
Dem Druck von 1767 ist eine schlichte zweiteilige Melodie mit Bassⓘ beigegeben. Die heute allgemein rezipierte, mit Punktierung und Melismen aufgelockerte Melodieⓘ ist im Evangelischen Gesangbuch mit der Angabe „Luxemburg 1847“ versehen. Sie findet sich jedoch bereits 1835 im Fest-Kalender in Bildern und Liedern geistlich und weltlich von F. G. v. Pocci, G. Görres und ihren Freunden.

## Trivia
Axel Hacke erwähnt in seinem Buch Der weiße Neger Wumbaba (2004) die Anfangszeile des Liedes als Beispiel für kindliche Textmissverständnisse: „Himmelssau, licht und blau, wieviel zählst du Sternlein …?“